# Was machst du da?
Was machst du da? ist ein Lied der deutschen Popsängerin und Rapperin Céline. Das Stück ist die Debütsingle der Musikerin und erschien am 14. Februar 2020.

## Entstehung und Artwork
Was machst du da? wurde von Céline selbst – unter ihrem bürgerlichen Namen Céline Dorka – gemeinsam mit den Koautoren Jan Platt, Moritz Pirker, Fabian Römer, Yanek Stärk und dem Produzentenquartett Beatgees (bestehend aus: Philip Böllhoff, Hannes Büscher, Sipho Sililo und David Vogt) geschrieben. Die Produktion erfolgte durch die Zusammenarbeit des Produzentenquartetts Beatgees und Nvie Motho.
Auf dem lila gehaltenen Frontcover der Single ist – neben Künstlernamen und Liedtitel – Céline zu sehen. Es zeigt sie seitlich von ihrer rechten Körperseite aus, mit leicht gehobenen Kopf, während Rauch aus ihrem Mund steigt. Die türkise Aufschrift des Künstlernamens und Liedtitels befindet sich inmitten des Covers. Das Bild entstand während den Dreharbeiten zu einem Teaser zu Was machst du da?.

## Veröffentlichung und Promotion
Die Erstveröffentlichung von Was machst du da? erfolgte als Download und Streaming am 14. Februar 2020. Die Veröffentlichung erfolgte als Einzeltrack durch die Musiklabels A Million, BTGS und Groove Attack. Verlegt wurde das Lied durch Beatgees Publishing, BMG Rights Management, Budde Music, Edition Tricot, Invest in Stars und Nachtluft Publishing. Am 11. April 2025 erschien auf Célines vierter EP Lost Tapes, Teil 3 eine der ersten Demoaufnahmen zu Was machst du da?, die noch einen veränderten Text enthielt.
Um das Lied zu bewerben, veröffentlichte Céline einen einminütigen Teaser auf ihrem Instagram-Kanal. Das Video entstand unter der Regie von Flo Brunner und zeigt Kinderaufnahmen von Céline, Szenen aus einer US-amerikanischen Stadt sowie die erwachsene Céline beim Einsingen des Liedes im Tonstudio, bei einem Blitzlichtgewitter während sie im Auto sitzt oder auch auf dem Dach eines Gebäudes. Der Teaser erschien zwei Tage vor der Singleveröffentlichung am 12. Februar 2020. Zwei Wochen nach der Singleveröffentlichung lud Céline den Teaser auch bei YouTube hoch am 28. Februar 2020.

## Hintergrund
Bei Was machst du da? handelt es sich um die erste Soloveröffentlichung von Céline. 2019 war sie als Autorin und Studiosängerin für die deutsche Popsängerin Lena Meyer-Landrut tätig. Für sie schrieb sie am Titel It Takes Two mit und sang den Begleitgesang ein. Das Stück erschien auf der „More Love Edition“ von Meyer-Landruts fünftem Studioalbum Only Love, L am 6. Dezember 2019. 2018 war sie bereits als unkreditierte Gastsängerin bei MC Bilals Lied Deine Liebe ist mein Leben zu hören, wobei sie im Intro und Outro des Stücks zu hören ist. Das Lied erschien auf Bilals zweitem Studioalbum Herzblut am 20. Juli 2018.
Die kosovarische Deutschrapperin Loredana zeigte sich so begeistert von Was machst du da?, dass sie Céline für ihre King Lori Tour 2020 engagierte. Nach einem Auftritt im Haus Auensee in Leipzig am 10. März 2020 musste die restliche Tour aufgrund der COVID-19-Pandemie abgesagt werden. Support erhielt Céline auch durch den deutschen Rapper Bonez MC, dieser lud das Lied auf seinem Instagram-Profil hoch und verlinkte dabei das Profil von Céline, er kommentierte das Lied mit: „Wow!!“
 Auch die deutsche Rapperin Hava unterstützte Céline und teilte wie Bonez MC das Lied auf ihrem Instagram-Profil.

## Inhalt
| „Was machst du da, Céline? Was machst du da, Céline? Hängst im VIP, doch du bist nicht wie sie. Was machst du da, Céline? Ich leb’ den Traum, doch bin allein’ im Paradies. Was machst du da, Céline? Man, du bist nicht wie sie. Was machst du da, Céline? Allein im Paradies, ja, ja, ja, ja.“ – Refrain, Originalauszug | Der Liedtext zu Was machst du da? ist in deutscher Sprache verfasst. Die Musik wurde gemeinsam von Céline, Jan Platt, Moritz Pirker, Yanek Stärk und dem Produzentenquartett Beatgees geschrieben. Alle Komponisten waren darüber hinaus auch als Liedtexter zuständig, Unterstützung erhielten sie hierbei zusätzlich von Fabian Römer. Musikalisch bewegt sich das Lied im Bereich des deutschen Hip-Hops, der Popmusik und des Soul. Das Tempo beträgt 170 Schläge pro Minute. Die Tonart ist f-Moll. Inhaltlich setzt sich Céline im Lied mit ihrem eigenen Verhalten, Identitätsfindung und Zukunftsängsten auseinander. Aufgebaut ist das Lied auf zwei Strophen, einer Bridge und einem Refrain. Das Lied beginnt mit der ersten Strophe, diese setzt sich dreimal aus der Frage „Was machst du da, Céline?“ sowie einem dazugehörigen Antwortsatz zusammen. Auf die erste Strophe folgt zum ersten Mal der Refrain. Der gleiche Vorgang wiederholt sich mit der zweiten Strophe, nur das diese sich aus vier Antwort- und Fragesätzen zusammensetzt. Bevor der zweite Refrain einsetzt, wird dieser durch einen sogenannten zweizeiligen „Pre-Chrous“ eingeleitet. Nach dem zweiten Refrain erfolgt als Zwischenstück eine sechszeilige Bridge, ehe das Lied mit dem dritten Refrain endet. Im Lied singt Céline von sich selbst in der dritten Person, lediglich die Bridge singt sie aus der Ich-Perspektive. Die Zeile: „Was machst du da, Céline?“ wiederholt sich insgesamt 27 Mal im Lied. |

## Mitwirkende
| Liedproduktion - Beatgees: Komponist, Liedtexter, Musikproduzent - Céline Dorka: Gesang, Komponist, Liedtexter - Jan Platt: Komponist, Liedtexter - Moritz Pirker (Nvie Motho): Komponist, Liedtexter, Musikproduzent - Fabian Römer: Liedtexter - Yanek Stärk: Komponist, Liedtexter | Unternehmen - A Million: Musiklabel - Beatgees Publishing: Verlag - BMG Rights Management: Verlag - BTGS: Musiklabel - Budde Music: Verlag - Edition Tricot: Verlag - Groove Attack: Musiklabel - Invest in Stars: Verlag - Nachtluft Publishing: Verlag |

## Rezeption
Kerstin Grether von ichbraucheeinegenie.de gab zu, eine Schwäche für das Lied zu haben und es seit Wochen immer wieder hören zu müssen. Das Lied enthalte „wirklich“ schöne Zeilen, und der Gedanke, dass Mensch allein im Paradies sei, sei angenehm „teenage-arrogant“. Ja, wo sind denn jetzt plötzlich alle? Die Art und Weise, wie hier „Seins-Zustände“ durchgespielt würden, von: doch schon ziemlich weit “oben” sein und mit den V.I.P.s abhängen, die man dann wieder nicht aushalte, weil man doch anders als sie sei, bis zu: dann eben doch ziemlich „down sein“ und eigentlich eine Therapie brauchen, habe Würze, Würde und Witz!
Das deutschsprachige Online-Magazin Diffus kürte Was machst du da? zur „Empfehlung des Tages“ am 19. Februar 2020. Bisher sei nahezu nichts über Céline bekannt. Mit Was machst du da? präsentiere sie eine spannende Mischung aus Pop, Hip-Hop und Soul. Im Lied singe sie mit gleichzeitig „klarer Stimme“ und „rotziger Attitüde“ über ihr Verhalten, Identitätsfindung und Zukunftsängste. Man dürfe äußerst gespannt sein, was Céline in Zukunft liefere, denn mit ihrer ersten Single habe sie bereits einen guten Grundstein gelegt.